# Namugenyi Kiwanuka
Namugenyi Kiwanuka (* 1975 in Uganda) ist eine kanadische Fernsehmoderatorin. Von 1998 bis 2002 war sie Vjane beim Sender MuchMusic und moderiert seit 2002 die Basketball-Sendung beim Sportsender Rogers Sportsnet.
Die Baganda Kiwanuka siedelte 1983 während der Unruhezeit in Uganda, die mit der Vertreibung Idi Amins verbunden war, mit ihrer Familie nach Kanada über.
Kiwanuka machte 1999 einen Abschluss in Journalismus an der Ryerson Polytechnic University.